# Murr Television

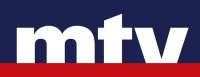
Logo stacji Murr Television

Murr Television lub MTV Lebanon – libańska stacja telewizyjna, założona w 1991 roku przez prawosławnego przedsiębiorcę i polityka Gabriela Murra. We wrześniu 2002 roku stacja została zamknięta przez prosyryjskie władze Libanu. MTV ponownie wznowiła działalność 31 marca 2009 roku pod kierownictwem syna właściciela, Michela Gabriela Murra.